# 佩納多山
26°37′S 68°09′W / 26.62°S 68.15°W
佩納多山（Peinado），是阿根廷的山峰，處於假阿蘇夫雷峰東南面35公里和孔多爾火山以東22公里，屬於安第斯山脈的一部分，海拔高度5,740米。